# 临平山

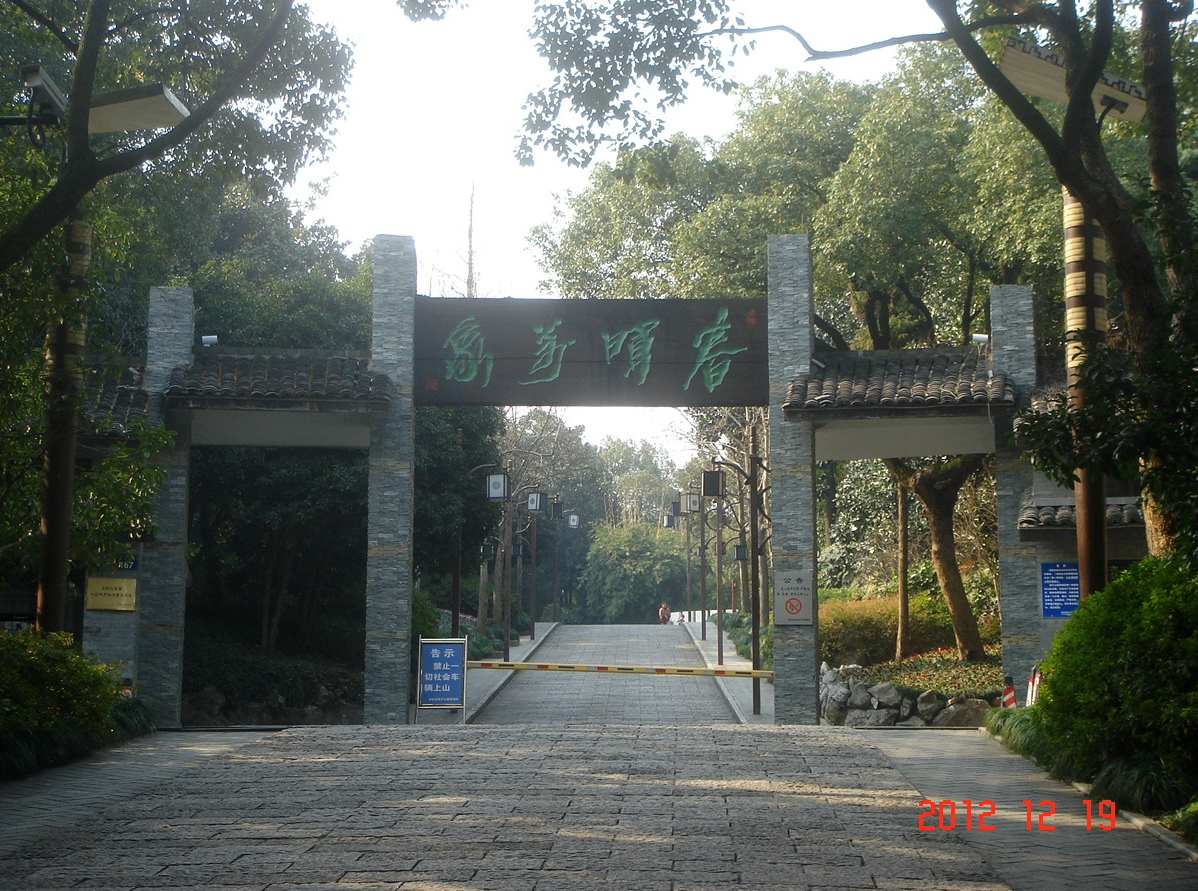
公园入口

临平山，坐落于中国浙江省杭州市临平区临平街道，有“东来第一山”的雅称。山前古有临平湖，山因湖名，又因为唐代诗僧邱丹在此炼丹别称邱山。临平山位于临平区正中心，山体呈现锐三角形，锐角部分插入现有建成区并改建为临平公园，山体北临星光街，西接宝幢路，东南为临山路，南接东西向上塘河，山体占地面积达249.57公顷（含2.58公顷山顶军事用地）。临平山最高峰海拔217.46米，归属于解放军雷达部队，主山脊线呈现东西向，南北向山脊与山谷交错丛生，坡度较大，森林植被茂盛，南侧旧有临平湖。现有景区春晖万象、紫气东来、城山怀古。2005年山上落有东来阁，共九层，高53.9米。

## 龙洞
2004年修建东来阁时，施工队无意间凿破洞壁，重新发现了这一洞穴。南北朝陶弘景《名医别录》也称临平山山顶出产磨刀用的细砺石，这种石头可以止痛、除瘙热、除障翳，因此有人推测洞穴为古人开凿细砺石的洞穴，考古发掘中也有南北朝和宋元时期的陶片出土。宋人曾在洞壁雕刻佛像，祈年祷雨，洞内有十多处佛龛遗迹，保存相对完好的只有对坐像和观音像各一，另外有“窦缄”题刻和宋人“翼拱之凌晨游此，时康定元年四月八日”题刻。现为杭州市文物保护单位，封闭管理。